# エリック・ボール
エリック・ウォルター・ジョン・ボール（Eric Walter John Ball, 1903年10月31日 - 1989年10月1日）はイギリスイングランドのブリストル出身の救世軍の士官、作曲家、指揮者である。
音楽家として優れた能力も発揮し、作曲や指揮者で救世軍万国本営音楽編集部で２４年間務めた。
引退した後も教会の金管バンドや唱歌隊のための作品と一般のコンテスト金管バンドのために沢山の音楽を残した。
彼の活動は英国式金管バンドの発展に大きく寄与し、
英国式ブラスバンドの世界では神格化された存在で、
彼のブラスバンドに占める位置は不動のものとなっている。
金管バンドをロマン派と現代音楽の道に導いた人とも言われる。
Eric Ballは、人生の最後まで忠実なキリスト者として英国救世軍のPole小隊(キリスト教会)に属し神に対して敬虔な生涯であった。

## 生涯
1903年にブリストル近郊のキングズウッドで、食料雑貨チェーン店を営む父と救世軍の士官であった母との間に生まれる。幼少期から救世軍のブラスバンドでコルネットとトロンボーンを学び、また教会の大聖堂のオルガニスト、ピアニストを目指していたこともあって、音楽教育としてはオルガン、ピアノを始めとし、対位法や作曲理論を学んでいる。
救世軍ではオルガニストとして活動するほか、ブラスバンドのバンドマスターに従事し大きな成功を収めた。1970年代にはThe Virtuosi Brass Band of Great Britainと称された、文字通りイギリス国内の名手達を集めたバンドでの指揮も行っている。1989年に他界した後も彼の名声は変わらず、2003年には生誕100周年を記念してセレモニーが催された。
また作曲に於いては一連の交響詩や200曲に及ぶ賛美歌などを残し、これらはブラスバンドの古典的なレパートリーとして頻繁に演奏されている。

## 主要作品

### 金管バンドの主要作品
- 交響詩「出エジプト記」 -Tone Poem- Exodus（1934年）
- Salute to Freedom（1946年）
- 交響詩「再臨」''-Tone Poem- Resurgam''（1950年）
- Tournament for Brass（1955年）
- Festival of Music（1956年）
- Sunset Rhapsody（1959年）
- Song of Courage（1960年）
- The Kingdom Triumphant（1962年）
- Main Street（1962年）
- 自由への旅 Journey into Freedom（1967年）
- A Kensington Concerto（1974年）
- Sinfonietta - The Wayfarer（1976年）

### 賛美歌の主要作品
- Morning Song
- We Will Fight
- A Prayer For Courage
- Song Of Truth
- We'll Keep On Singing
- Peace in our time, O Lord,